# PA-253
A  PA-253 é uma rodovia brasileira do estado do Pará. Essa estrada intercepta a BR-316 em seu limite leste e a PA-127 em seu limite oeste.
Está localizada na região nordeste do estado, atendendo aos municípios de Viseu, Santa Luzia do Pará, Capitão Poço, Irituia e São Domingos do Capim. 